# Bandas de invasión

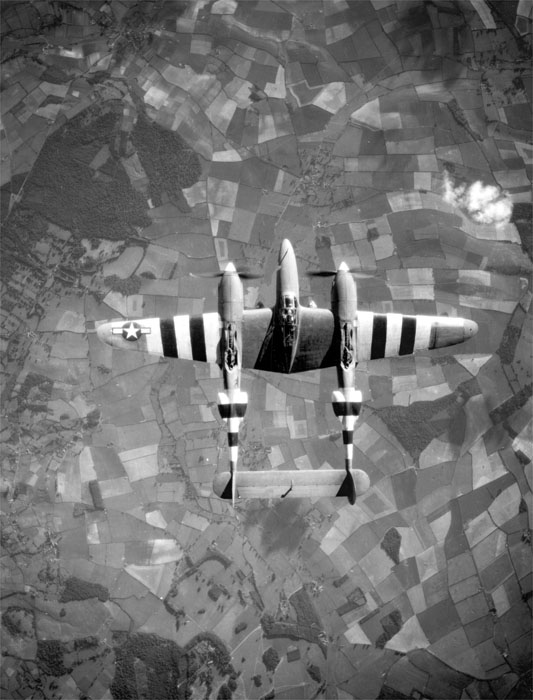
Un P-38 Lightning estadounidense participando en la Campaña de Normandía con las bandas de invasión del Día D.

Las bandas de invasión eran bandas de color negro y blanco pintadas en los fuselajes y en las alas de los aviones aliados en la Segunda Guerra Mundial, con el propósito de obtener un mejor reconocimiento de fuerzas amigas (y por tanto reducir los incidentes por fuego amigo) durante y después de la Invasión de Normandía (Día D). Las rayas, que consistían en tres bandas blancas y dos negras pintadas de forma alterna, rodeaban la parte posterior del fuselaje del avión justo por delante de la cola y la zona central de las alas por ambas caras (superior e inferior).

## Aplicación

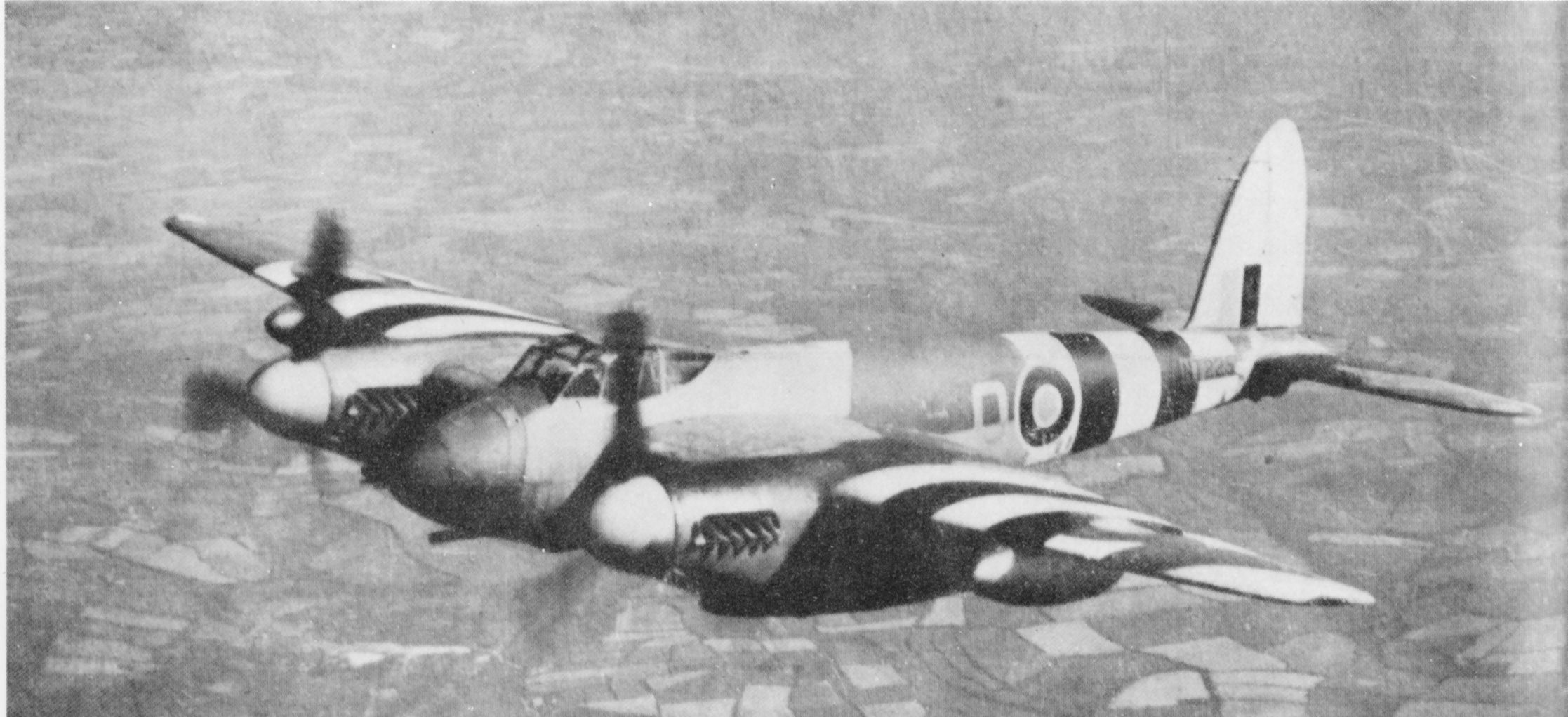
Un de Havilland Mosquito británico.

Las bandas eran aplicadas a cazas, aviones de reconocimiento, de transporte de tropas, bombarderos ligeros y medios de dos motores, y a algunos aviones de propósito especial, pero no eran pintadas en los bombarderos pesados cuatrimotores de la Octava Fuerza Aérea de los Estados Unidos o del Mando de Bombardeo de la RAF, ya que había pocas posibilidades de confusión de identidad porque existían muy pocos aviones de ese tipo en la Luftwaffe alemana. La orden afectó a todos los aviones de la Fuerza Aérea Expedicionaria Aliada, de la Defensa Aérea de Gran Bretaña, a los planeadores, y a aeronaves de apoyo como los aviones de búsqueda y rescate del Mando Costero de la RAF cuyas funciones podían implicar el sobrevuelo de defensas antiaéreas aliadas. Para evitar que los aviones pintados fueran fácilmente identificados desde el aire por el enemigo cuando se encontraban estacionados en tierra en bases avanzadas en Francia, un mes después del Día D se ordenó eliminar las bandas de la parte superior de las aeronaves, y fueron retiradas completamente hacia finales de 1944.
El uso de las bandas de reconocimiento se concibió cuando un estudio de los efectos de miles de aviones usando el sistema de identificación amigo-enemigo (IFF) el Día D concluyó que el sistema existente se podía saturar y dejar de funcionar. El Mariscal en Jefe del Aire Sir Trafford Leigh-Mallory, entonces al mando de la Fuerza Aérea Expedicionaria Aliada, aprobó el diseño de las bandas el 17 de mayo de 1944. El 1 de junio se realizó un ejercicio de prueba a pequeña escala con la flota de invasión de la Operación Overlord para familiarizar a los tripulantes de los buques con las marcas de los aviones, pero por razones de seguridad, no se emitieron las órdenes de pintar las bandas las unidades de transporte de tropas hasta el 3 de junio y a las unidades de caza y bombardeo hasta el 4 de junio.

## Descripción de las marcas

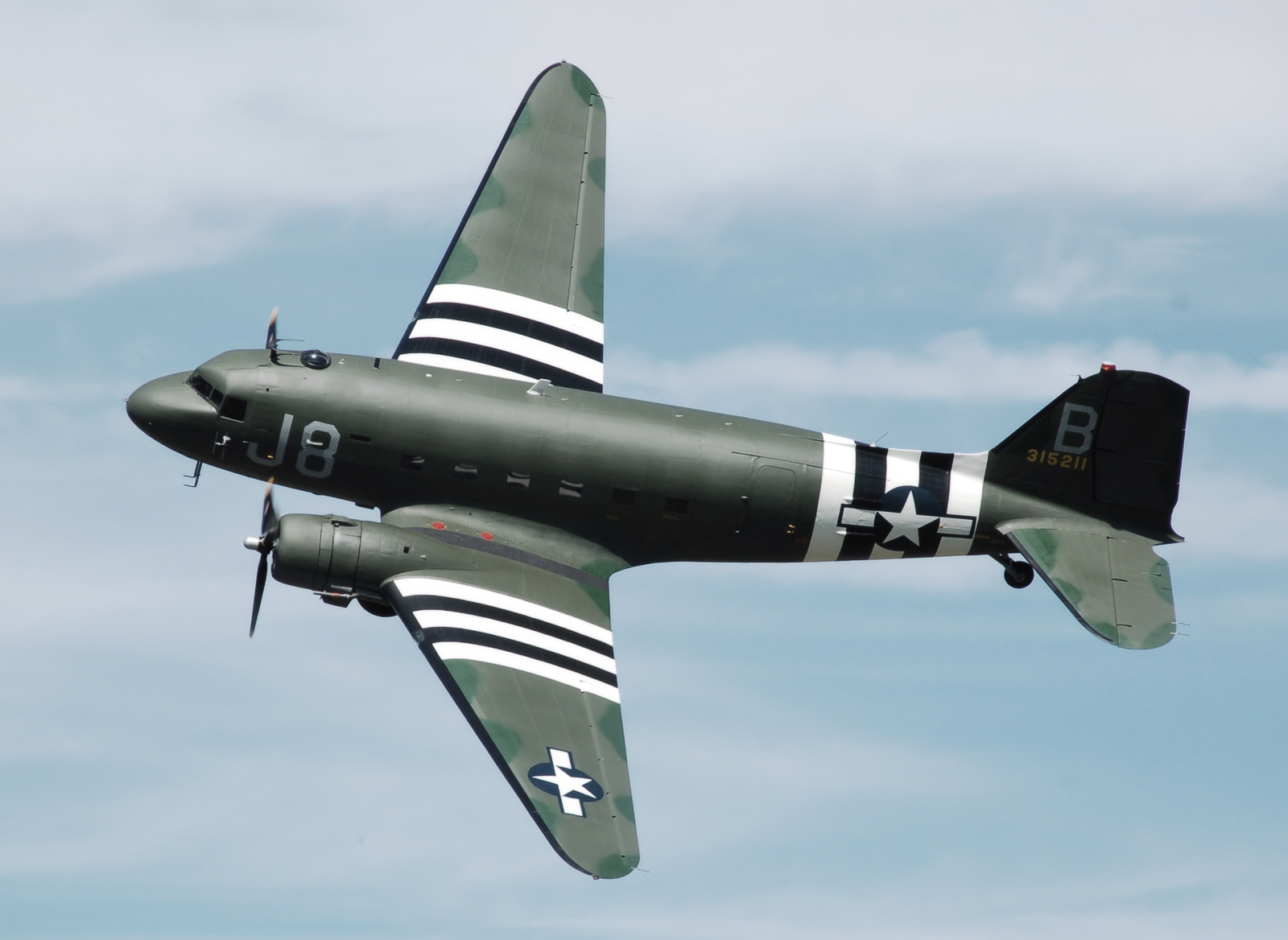
Un C-47A Skytrain estadounidense exhibiéndose en Gloucestershire, Inglaterra, en 2010. Este avión voló desde una base en Devon, Inglaterra, durante la Invasión de Normandía.

Las marcas eran tres bandas blancas y dos negras pintadas de forma alterna. En los aviones de un solo motor tenían que tener 46 cm de ancho cada banda, y estar situadas 15 cm hacia el interior de las escarapelas en el caso de las alas y 46 cm  delante del borde de ataque de los estabilizadores de cola en el fuselaje. En los aviones bimotor las bandas eran de 61 cm de ancho, situadas 61 cm hacia el exterior de las góndolas de los motores en las alas, y 46 cm delante de los estabilizadores de cola en el caso del fuselaje. En cualquier caso, las marcas de nacionalidad y número de serie debían permanecer visibles.
En la mayoría de los casos las bandas fueron pintadas por el personal de tierra; con sólo unas pocas horas para realizarlo, pocas de las bandas fueron enmascaradas. Como resultado de ello, dependiendo de las habilidades del personal, las bandas a menudo distaban mucho de quedar pulcras e impecables.

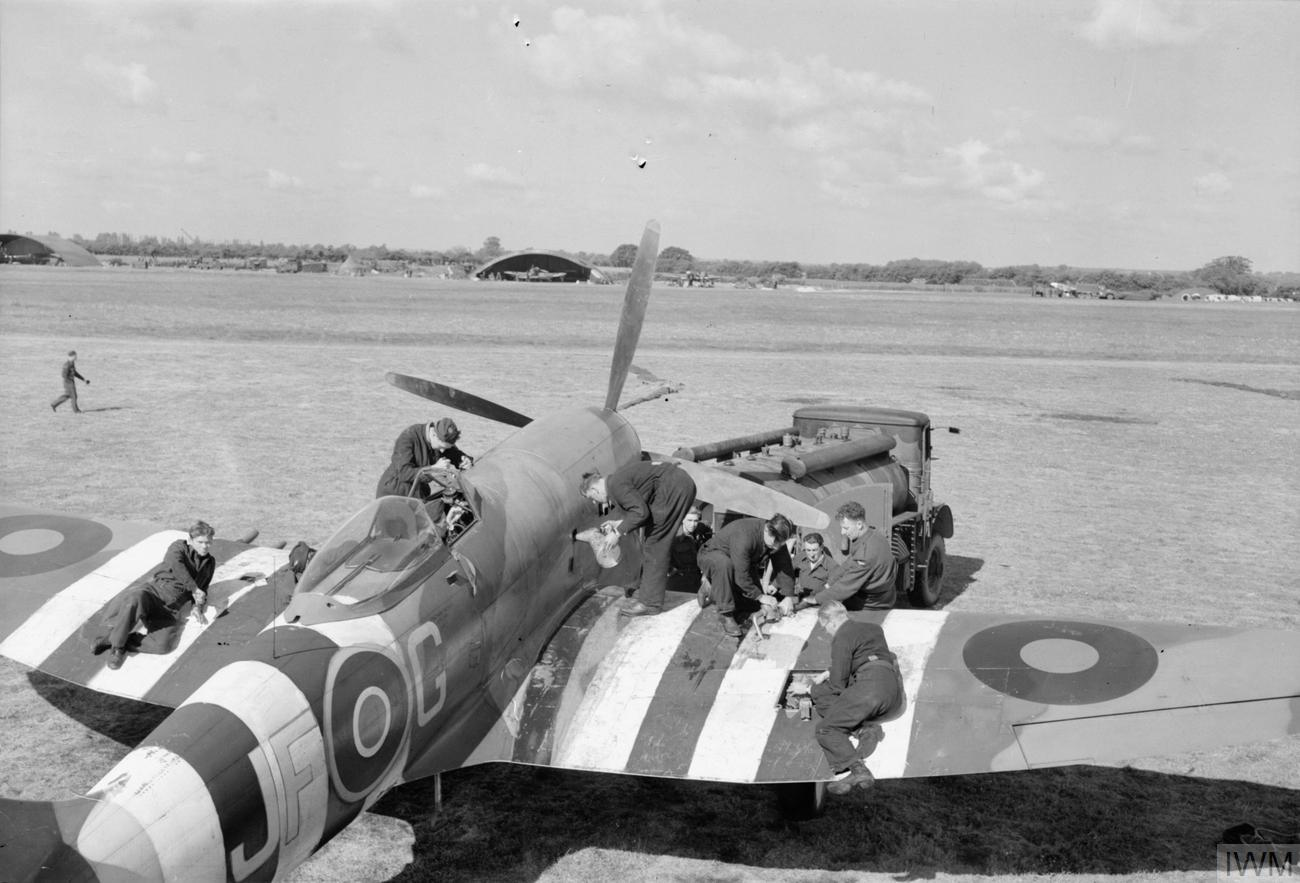
Hawker Tempest británico.
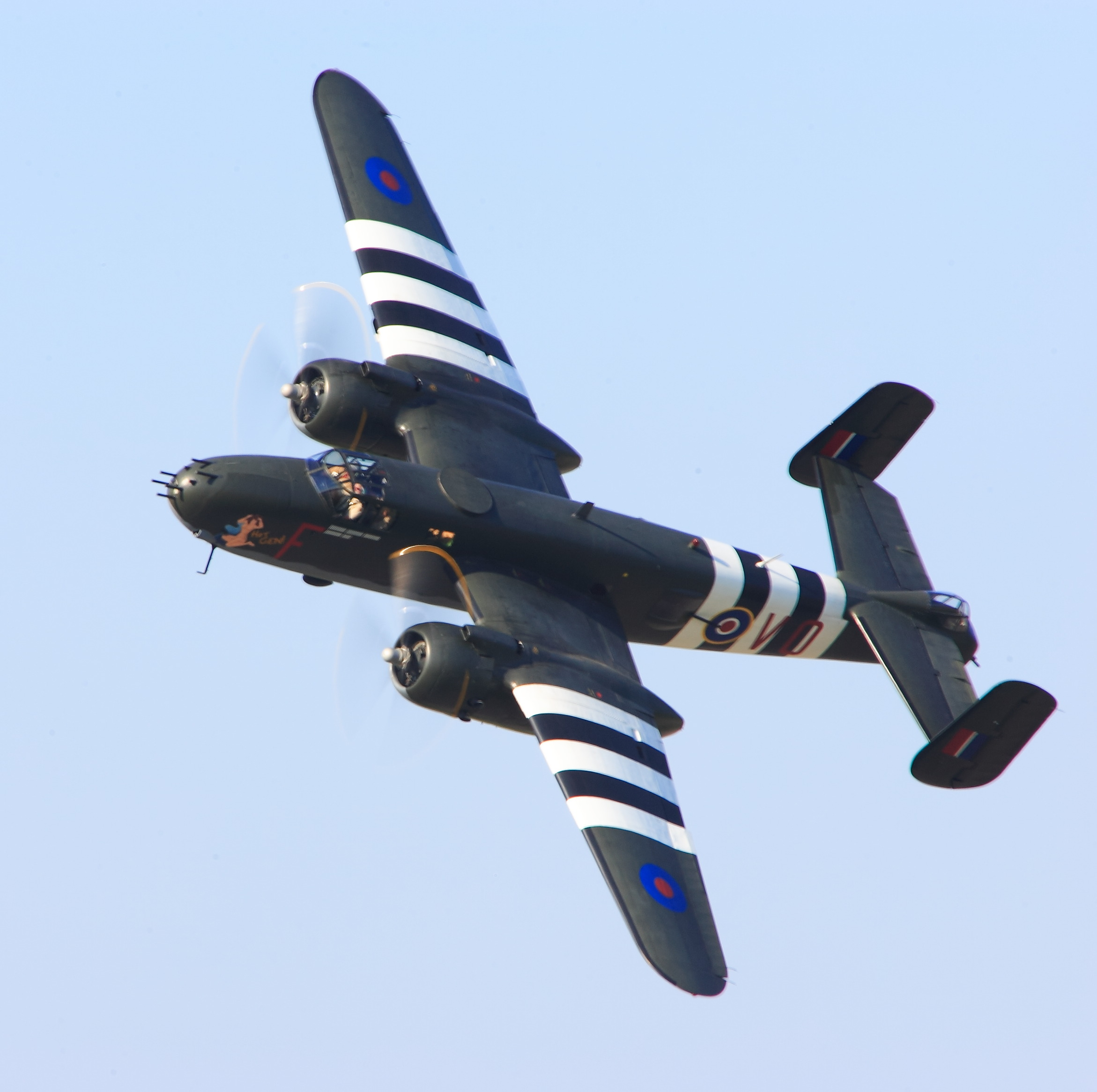
Un bombardero medio B-25J Mitchell con los colores del Reino Unido en una exhibición en 2010.

## Otros usos

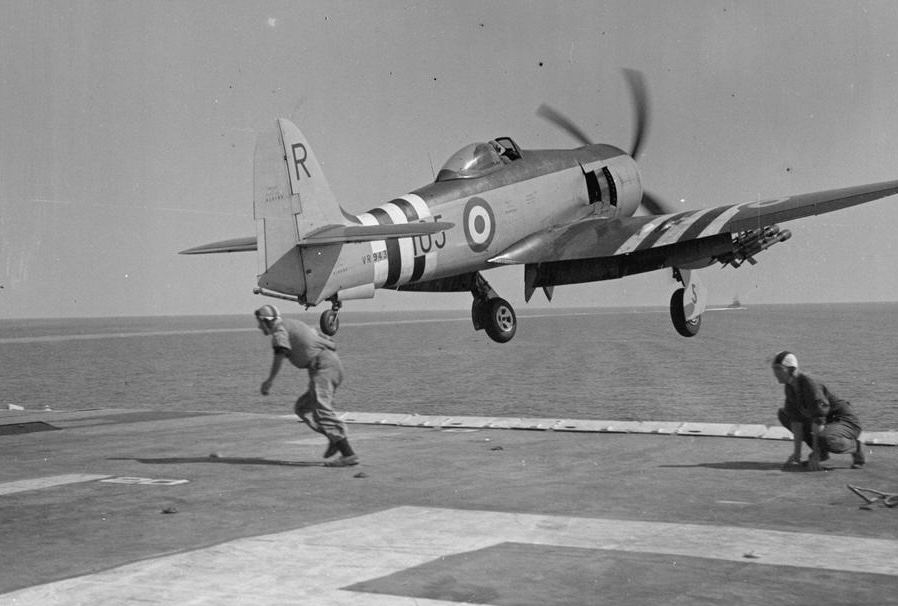
Un Hawker Sea Fury despegando desde el HMS Glory en 1951.

### Guerra de Corea
Las bandas de invasión fueron reintroducidas en las aeronaves de las armas aéreas de la Marina Real británica y de la Marina Real Australiana durante la Guerra de Corea en 1950. También se usaron unas bandas similares al principio de la guerra en los cazas F-86 Sabre de la 4.ª Ala de Caza de la Fuerza Aérea de los Estados Unidos.

### Suez
La Marina Real y la Real Fuerza Aérea de Reino Unido y también el Ejército del Aire Francés usaron de nuevo bandas de identificación similares durante la Operación Musketeer de 1956. Esta vez los aviones monomotor tenían bandas amarillas y negras de 30,48 cm (1 pie) de ancho, y los aviones de más de un motor tenían las mismas bandas pero de 60,96 cm (2 pies) de ancho.